# Højmark (Ringkøbing-Skjern Kommune)
 For alternative betydninger, se Højmark. (Se også artikler, som begynder med Højmark)
Højmark er en landsby i Vestjylland med 277 indbyggere  (2024). Højmark er beliggende fire kilometer nord for Lem, 12 kilometer øst for Ringkøbing og 41 kilometer vest for Herning. Byen hører til Ringkøbing-Skjern Kommune og er beliggende i Region Midtjylland.
Landsbyen hører til Sønder Lem Sogn og Sønder Lem Kirke og rummer Højmark Skole.